# Martha Goldstein
Martha Goldstein, nata Martha Svendsen (Baltimora, 10 giugno 1919 – Seattle, 14 febbraio 2014), è stata una pianista e clavicembalista statunitense.

## Carriera
Ha studiato al Peabody Institute e poi alla Juilliard School, con Audrey Plitt, Eliza Woods, James Friskin e Mieczysław Munz. Ha insegnato per venti anni al Peabody e presso il Cornish College of the Arts e dal 1968 ha collaborato con il quintetto di fiati Soni Ventorum, dell'Università di Washington. Vincitrice del concorso Steinway a Baltimora, ha sostenuto una carriera concertistica in America e nord Europa.
Molte delle sue registrazioni sono state distribuite su LP dall'etichetta Pandora Records, casa discografica attiva per circa dieci anni dal 1973 e ritiratasi dall'attività con l'avvento sul mercato del compact disc. L'intero archivio di registrazioni è accessibile sotto licenza libera. Molte sue registrazioni seguono criteri filologici e impiegano strumenti e accordature propri del periodo di composizione.

## Discografia
- 1973 - The Italian Harpsichord (Pandora Records, PAN 101)[10][11][12]
- 1974 - Bach: Flute sonatas. Complete and Authentic Works from the Neue Bach Gesellschaft: Alex Murray (flauto barocco); Martha Goldstein (clavicembalo) (Pandora Records, PAN 104)[13][14][15]
- Bach: Flute Sonatas. Incomplete and Controversial Sonatas: Alex Murray (flauto barocco); Martha Goldstein (clavicembalo) (Pandora Records, PAN 105)[16]
- Chopin: Études, Op. 10; Études, Op. 25 (Pandora Records, PAN 107)[17]
- The Sound of the Keyboard Lute (Pandora Records, PAN 111)[18]
- 1987 - Brahms: Waltzes (Pandora Records, PAN 119)